# Guerra Civil do Chade (1965–1979)
A Primeira Guerra Civil do Chade foi um conflito armado que ocorreu na República do Chade entre 1965 e 1979. A guerra começou com uma rebelião contra o regime ditatorial do presidente François Tombalbaye e continuou depois do golpe de Estado em 1975, durante o qual Tombalbaye foi assassinado. Na guerra, participaram as várias facções e grupos militantes, que contaram com o apoio dos Estados Unidos, França e Líbia. A guerra terminou oficialmente em novembro de 1979 com a formação de um governo de coalizão liderado por Hissène Habré sob o presidente Goukouni Oueddei. Esse episódio, no entanto, não trouxe a estabilidade do país. Em 1980, os confrontos continuaram, com a participação da Líbia, e em 1983 Habré tornou-se presidente, e Oueddei foi forçado a fugir do país.

## Precedentes
O Chade, que obteve a independência da França em 1960, é dividido em duas partes aproximadamente iguais, tanto geograficamente e demograficamente: o norte do país (especialmente a região de Borkou-Ennedi-Tibesti) está vinculado ao Saara e é habitado por nômades, aderindo à fé islâmica; o sul é habitado por negros das savanas e estabeleceram-se tribos que professam o cristianismo.
Em janeiro de 1962, Tombalbaye proibiu todos os partidos políticos, exceto o seu próprio - o Partido Progressista do Chade (PPT) - e começou imediatamente a concentrar todo o poder em suas próprias mãos. O tratamento que deu aos opositores, reais ou imaginários, foi extremamente duro, enchendo as prisões com milhares de presos políticos. O que foi ainda pior era a sua discriminação constante contra as regiões do centro e norte do Chade, onde os administradores chadianos do sul passaram a ser vistos como arrogantes e incompetentes.

## Início da guerra
Esse ressentimento finalmente explodiu em uma revolta contra os novos impostos em 1 de novembro de 1965, na Prefeitura de Guéra, causando 500 mortes. Um ano depois, ocorreu o nascimento no Sudão da Frente de Libertação Nacional do Chade (FROLINAT), criada para derrubar militarmente Tombalbaye e o domínio do sul. Era o início de uma sangrenta guerra civil.
Tombalbaye recorreu a solicitar tropas francesas, que embora moderadamente bem sucedidas, não foram plenamente capazes de sufocar a insurgência.

## Golpe
Mas, enquanto expôs certo êxito contra os rebeldes, Tombalbaye começou a se comportar com cada vez mais brutalidade, corroendo continuamente seu consenso entre as elites do sul, que dominaram todos os postos-chave no exército, no serviço civil e no partido do governo. Como consequência, em 13 de abril de 1975 várias unidades da gendarmaria de N'Djamena assassinaram Tombalbaye durante um golpe de Estado.
No dia 15 de abril, o ex-comandante do exército nacional, Félix Malloum, que havia sido preso em 24 de junho de 1973 sob ordens de Tombalbaye, tornou-se presidente do Conselho Supremo Militar, o órgão máximo responsável pela condução do país. Ele tornou-se chefe de Estado, alguns meses depois. No cargo, pediu a retirada das unidades militares francesas do Chade, porém manteve centenas de consultores franceses e renegociou acordos militares para garantir uma ajuda em caso de emergência.

## Governo militar (1975–1978)
Os novos líderes militares foram incapazes de manter por muito tempo a popularidade que ganharam através de sua derrubada de Tombalbaye. A FROLINAT, por sua vez, foi dividida em duas organizações: as Forças Armadas do Norte (FAN), que operava no norte e o Primeiro Exército de Libertação no leste. Em 1976, as FAN, foi dividida em duas facções - uma liderada por Goukouni Oueddei, que ao mesmo tempo havia fugido para a Líbia, e a segunda liderada por Hissène Habré, que não estava focada na Líbia. O conflito, e também as ambições pessoais dos partidos, alimentaram a intervenção na Líbia, que em 1973 ocupara a Faixa de Aouzou, uma estreita faixa na fronteira da Líbia com o Chade, e em 1976 anexou-a. Oueddei apoiou a anexação, mas Habré se opôs a ela. A rivalidade entre as facções expandiram muito além das províncias do norte e, literalmente, devastaram o país.
Durante o verão de 1977, rebeldes sob o comando de Goukouni Oueddei e apoiados pela Líbia lançaram uma ofensiva militar do norte do Chade. Isso forçou o presidente Malloum a procurar a ajuda da França.  Esta última, executa operações que suspendem os rebeldes no sul do Chade, porém não impedem que o governo Malloum fique enfraquecido politicamente e militarmente.
Enquanto isso Habré, que estava no leste do Chade, em um curto espaço de tempo criou um exército poderoso, e Mallum o convidou para participar do governo. Habré foi nomeado primeiro-ministro em 29 de agosto de 1978, ele tenta um golpe de Estado em fevereiro de 1979, mas não conseguiu uma vitória total. Em N'Djamena ocorrem violentos combates entre as forças de Habré e Malloum, acompanhados por crimes contra a população civil. Em particular, os sulistas do exército de Malloum massacram os muçulmanos na cidade, e depois de Habré expulsar Malloum da capital, as últimas tropas retiraram-se para as províncias do sul do Chade, continuando a assassinar muçulmanos.
Malloum foi deposto da presidência, mas a guerra civil resultante entre as 11 facções emergentes era tão generalizada que tornou o governo central, em grande parte irrelevante. 
De 1979 a 1982, o Chade experimentaria uma espiral de violência sem precedentes. Tornou-se evidente que a profunda rivalidade entre Oueddei e Habré estava no cerne do conflito.

## Consequências
Após uma série de quatro conferências internacionais, em agosto de 1979, o Acordo de Lagos seria assinado. Este acordo estabeleceu um governo de transição até as eleições nacionais. Em novembro de 1979, o Governo de União Nacional de Transição (GUNT) foi criado com Goukouni Oueddei (representando o norte) sendo nomeado presidente; o Coronel Kamougué (um sulista), vice-presidente, e Habré, ministro da Defesa.
Essa coalizão se mostrou débil, e em janeiro de 1980 retomou-se os combates entre as forças de Goukouni e Habré. Com a ajuda da Líbia, Goukouni retomou o controle da capital e de outros centros urbanos até o final do ano. No entanto, na declaração de Goukouni em janeiro de 1981 na qual o Chade e a Líbia concordaram em trabalhar para a realização da unidade completa entre os dois países gerou intensa pressão internacional. O que levou Goukouni a solicitar aos líbios que deixassem o país em novembro de 1981. A retirada parcial da Líbia do norte da Faixa de Aouzou abriu caminho para as forças de Habré entrarem em N'Djamena, em junho de 1982, efetuando um golpe de Estado.
Habré continuou a enfrentar a oposição armada em várias frentes e foi brutal na repressão dos opositores, massacrando e torturando muitos durante seu governo. No verão de 1983, as forças da GUNT lançaram uma ofensiva contra posições do governo no norte e no leste do Chade, com o apoio da Líbia. Em resposta à intervenção direta na Líbia, as forças francesas e zairenses intervieram para defender Habré, empurrando forças líbias e rebeldes ao norte do paralelo 16. Em setembro de 1984, os governos da França e da Líbia anunciaram um acordo para retirada mútua no Chade. No final do ano, todas as tropas francesas e zairenses foram retiradas; a Líbia não honrou o acordo e continuou com a ocupação no norte do Chade.